# ماد پاول
ماد پاول (انگلیسی: Maud Powell; ۲۲ اوت ۱۸۶۷ – ۸ ژانویهٔ ۱۹۲۰) موسیقی‌دان، و نوازنده ویولن اهل ایالات متحده آمریکا بود. او اولین ویولونیست آمریکایی بود که توانست به جایگاهی بین‌المللی دست یابد. مد پاول پس از مرگش جایزه یک عمر دستاورد گرمی را در ۲۵ ژانویه ۲۰۱۴ دریافت کرد.

## زندگی‌نامه
او حدوداً ۷ سال داشت که شروع به آموزش ویولن و پیانو در آرورا، واقع در شهرستان کین، ایلینوی، حومه غربی شیکاگو کرد. او به زودی به عنوان یک اعجوبه شناخته شد و در ۹ سالگی چهار سال برای مطالعه پیانو نزد اگنس اینگرسول و تحصیل ویولن نزد ویلیام لوئیس به شیکاگو فرستاده شد. هنگامی که او ۱۳ ساله بود، والدینش خانه خانوادگی را فروختند تا برای ادامه تحصیلات موسیقی‌اش پول جمع کنند. در حالی که پدرش در اتاق‌های اجاره‌ای باقی مانده بود، او با مادر و برادر کوچکترش ویلیام به اروپا سفر کرد. او در آنجا زیر نظر هنری شرادیک در کنسرواتوار لایپزیگ، چارلز دانکلا در کنسرواتوار پاریس (پس از کسب رتبه اول در آزمون ورودی)، و جوزف یواخیم در دانشگاه هوخشول برلین تحصیل کرد. در سال ۱۸۸۵ او کنسرتو G مینور بروخ را در اولین اجرای خود با فیلارمونیک برلین زیر دست یواخیم نواخت، و پس از بازگشت به ایالات متحده دوباره با فیلارمونیک نیویورک زیر نظر تئودور توماس کار کرد. پاول در اولین اجراهای آمریکایی کنسرتوهای ویولن چایکوفسکی و سیبلیوس بود و کنسرتو ویولن دوورژاک را در ۷ آوریل ۱۸۹۴ با فیلارمونیک نیویورک زیر نظر آنتون سیدل در سالن کارنگی زیر نظر آهنگساز اجرا کرد. پاول مدافع قدرتمند موسیقی آمریکایی، موسیقی زنان و آهنگسازان سیاه‌پوست بود. در ژانویه ۱۸۹۴، پاول عضو افتخاری انجمن زنانه موسیقی آلفا چی امگا شد.[۹] در ۳۱ اکتبر ۱۹۱۶، پاول در اتاوا، ایلینوی، به مناسبت وقف ساختمان دبیرستان اتاوا اجرا کرد. در ۲۷ نوامبر ۱۹۱۹، پاول روی صحنه در سنت لوئیس، میزوری دچار حمله قلبی شد. در ۸ ژانویه ۱۹۲۰، پاول به دنبال یک حمله قلبی دیگر در یونیون تاون، پنسیلوانیا در حالی که در حال اجرای تور بود، درگذشت.

## میراث
پاول اولین ویولونیست آمریکایی بود که به جایگاهی بین‌المللی دست یافت. او یکی از اولین نوازندگانی بود که از سال ۱۹۰۴ تا ۱۹۱۹ قطعاتی را برای کمپانی ویکتور تاکینگ ماشین ضبط کرد. او با این ضبط‌ها استانداردی پایدار برای اجرای ویولن تعیین کرد. در سال ۲۰۰۷، ویولونیست آمریکایی راشل بارتون پاین یک سی‌دی موسیقی منتشر و آن را به ماد پاول تقدیم کرد. در سال ۲۰۰۹، آثار منتخب ماد پاول شامل مجموعه‌ای ۴ جلدی از رونویسی‌ها و قطعات پاول به انجمن موسیقی و آموزش مود پاول تقدیم شد. مقدمه تاریخی و حاشیه‌نویسی‌ها توسط کارن شفر و آثار موسیقی توسط ریچل بارتون پاین گردآوری شدند. مد پاول پس از مرگش جایزه یک عمر دستاورد گرمی را در ۲۵ ژانویه ۲۰۱۴ دریافت کرد. این جایزه به نیابت از پاول توسط نویسندگان زندگی‌نامه او یعنی کارن ای شیفر و ریچل بارتون پین پذیرفته شد.